# Purbeck-eiland
Het Purbeck-eiland (Engels: Isle of Purbeck) is een schiereiland in het graafschap Dorset, in het uiterste zuiden van Engeland. Ondanks de naam is het eigenlijk geen eiland: het wordt aan drie kanten begrensd door de zee: Het Kanaal in het zuiden en oosten, waar het steile kliffen heeft die loodrecht in zee vallen, en het moerasland van de rivier de Frome en de haven van Poole in het noorden. De westelijke landsgrens is minder goed gedefinieerd, hoewel sommige middeleeuwse bronnen het plaatsen bij het oude fort Flower's Barrow boven Worbarrow Bay.
De zuidpunt heet St Aldhelm's of St Alban's Head. Net als veel andere plaatsen in het Verenigd Koninkrijk heeft het langs de kust last van erosieproblemen.
Tussen 1974 en 2019 lag heel Purbeck binnen het district Purbeck, dat er naar was vernoemd. Het district strekt zich echter aanzienlijk uit ten noorden en ten westen van de traditionele grenzen van het eiland Purbeck, langs de rivier de Frome. Na de opheffing van het district op 1 april 2019 ligt Purbeck nu in het district Dorset.
Opmerkelijke plaatsen op het schiereiland zijn Swanage, Studland en Corfe Castle.